# Акоп Крнеци
Ако́п Крнеци́ (арм. Հակոբ Քռնեցի), также Акоп Таргман (арм. Հակոբ Թարգման) — армянский переводчик первой половины XIV века, последователь движения армянских униторов.
Родился в селе Кирна области Ернджак (сегодня в Джульфинском районе Азербайджана). Обучение прошёл в Гладзорском университете, затем в родном селе, в монастыре Святой Богородицы, под руководством известного вардапета Ованеса Крнеци. После обучения занимается развитием творческой деятельности монастыря. Был сторонником объединения христианских церквей, состоял в движении армян-униторов. Перевёл с латыни на армянский труды Гильберта Порретанского, Альберта Великого и Фомы Аквинского, за что получил прозвище «Таргман» (переводчик). Благодаря усилиям Акопа и Ованеса в 1330 году в Крну перебираются и занимаются литературной деятельностью Варфоломей Болонский, Петр Арагонский и Джон Английский, многие из трудов которых сохранились благодаря переводам Акопа. Уже к середине XIV века его переводы распространились во многих культурных центрах Армении, использовались как учебные пособия по философии в Татевском университете и сильно повлияли на становление взглядов Ованеса Воротнеци и Григора Татеваци. Деятельность Акопа углубила армяно-европейские научные и литературные связи, способствовал ознакомлению армянской интеллигенции с европейскими философскими учениями. В 1347 году скончались Ованес Крнеци и Петр Арагонский, после чего жизнь в Крнайском монастыре быстро пришла в упадок. О дальнейшей жизни и деятельности Акопа ничего не известно.
переводы, сделанные Акопом Крнеци
- Варфоломей Болонский, «О пяти общих (терминах)» (арм. «Յաղագս հնգից ընդհանրից»), 1330—32 гг.
- Варфоломей Болонский, «Диалектика» (лат. «Brevis et utilissima compliatio de Dialectica», арм. «Համառօտ հաւաքումն եւ յօյժ օգտակար ի Դիալեկտիկայն, որ է տրամաբանոիթիւն»), 1330—32 гг.
- Пётр Арагонский, «Судебник, составленный на основе канонов Римской церкви» (лат. «Judiciorum Liber compilatus iuxta canones Ecclesiae Romanae»), 1331 г.
- Варфоломей Болонский, «Толкование Шестоднева» (лат. «De opere sex dierum», арм. «Յաղագս վեցօրեցյալ արաչութեան»), 1331—32 гг.
- Жильбер Порретанский, «Книга о шести началах» (лат. «Liber de sex principiis», арм. «Գիրք վեցից սկզբանց»), 1334 г.
- Джон Суинфорд Английский, «Краткое изложение о душе» (арм. «Համառօտ հաւաքումն յաղագն հոգւոյ»), 1337 г.
- Джон Суинфорд Английский, «О добродетелях души» (арм. «Յաղագս առաքինութեանց հոգւոյն»), 1337 г.
- Джон Суинфорд Английский, «О природе ангелов» (арм. «Յաղագս բնութեան հրեշտակաց»), 1337 г.
- Фома Аквинский, «Сумма философии» (лат. «Summa philosophise», переведён под названием «Книга добродетелей» арм. «Գիրք առաքինութեանց»), 1339 г.
- Петр Арагонский, «Краткое изложение комментария на книгу о шести началах» (лат. «Compilatio brevis explanbtoria in Librum de sex principiis», арм. «Համառօտ հաւաքումն վերլուծութեան վեզ սկզբանց գրոց»), 1344 г.
- Петр Арагонский, «Краткий анализ Категорий Аристотеля» (лат. «Brevis explicatio Categoriarum Aristotelis», арм. «Համառօտ վերլուծութեիւն Ստորոգութեանց Արիստոտէլի»), 1344 г.
- Петр Арагонский, «Анализ книги, именуемой „Об истолковании“» (лат. «Expllcatio in Librum qui Perihermeneias vocatur», арм. «Վերլուծութեիւն ի վերյալ գրոցն, որ կոչի Պերիարմենիաս»), 1344 г.
- Петр Арагонский, «Краткое изложение комментария на введение Порфирия» (лат. «Соmpliatio brevis in Porphyrii Isagogen», арм. «Համառօտ հաւաքումն ի վերյալ ներածութեան Պորփիւրի»), 1344 г.
- Гуго Рипелин, «Краткое изложение богословских истин» (лат. «Compilatio brevis theologicae veritatis», арм. «Համառօտ հաւաքումն ի վերյալ ներածութեան Պորփիւրի»), 1344 г.
- Фома Аквинский, «Сумма теологии» (лат. «Summa Theologiae», арм. «Հաւաքումն Աստուածաբանութեան»), 1344 и 1347 гг.
- Петр Арагонский, «Краткое изложение против еретиков, называемое Мечом Петра» (лат. «Brevis compilatio contra haereticos, quae vocatur Gladius Petri», арм. «Համառօտն հաւաքումն ընդդէմ հերետիկոսանց, որ կոչի Սուր Պետրոսի»), основным переводчиком был сам Петр Арагонский, которому помогал Акоп; точная дата перевода неизвестна.